# Dumper (boek)
Dumper is een kinderboek geschreven door Anke de Vries. Het werd uitgegeven in 2008 bij Olga Kinderboeken.

## Het verhaal
Dumper is een zwerfhond die gevonden werd door Lucas. Hij was erg vies, dus moest hij van Lucas’ moeder in bad. De vader van Lucas vond het goed alleen als hij een opdracht deed. De opdrachten was dat hij goed op Lucas moest passen. Later loog zijn vader dat hij naar Spanje was gegaan. Dumper zag Lucas’ vader, die stond met een ander vrouw. De vader en moeder van Lucas gingen scheiden. De vader ging weer scheiden met de andere vrouw en had weer een andere vrouw. Maar, Lucas vader ging weer scheiden omdat Lucas het niet leuk vond dat ze gingen trouwen. De vader en Lucas gingen eten bij Croissantje en daar ontmoette ze een vrouw. De vrouw bracht altijd voor Dumper een bak met water. Voor Lucas een kopje chocomelk en voor Lucas’ vader een bord met twee croissantjes. Later nam de leider van Croissantje zijn hond mee. Dumper was verliefd op die hond. Later bracht de leider van de Croissantje zijn hond mee om met elkaar te laten spelen. De vader en moeder bleven gescheiden